# 卡顿高地 (犹他州)
卡顿高地（英文：Cottonwood Heights），是美国犹他州盐湖县下属的一座城市。建市于 1848年，面积大约为8.83平方英里（22.9平方公里），海拔约为4,823英尺（1,470米）。根据2010年美国人口普查，该市有人口33,433人。